# ICO
صيغة ملفات ICO هي عبارة عن صيغة ملفات للصور من أجل استخدامها في أيقونات الحاسب الي تعمل بنظام مايكروسوفت ويندوز. ملفات ICO تحتوي على واحد أو أكثر من الصور الصغيرة متعددة الحجم والعمق اللوني , بحيث يمكن تحجيمها بالشكل المناسب دون إضاعة دقة الصورة عند تكبير الأيقونة. في الويندوز جميع البرامج التنفيذية تقوم بعرض ايقوانات للمستخدم على سطح المكتب وفي قائمة إبدا أو في مستكشف الويندوز. يجب أن تحتوي الأيقونة على تنسيق ICO.

## التاريخ
أدخلت الأيقونات في إصدار الويندوز 1.0 كان حجمها 32x32 بكسل وكانت احادية اللون.تم دعم 16 لون في الويندوز 3.0, بينما الويندوز 95 جاء بمجال ألوان أوسع من سابقه أصبح يدعم 24Bit RBG وأيضا أبعاد أكبر للأيقونة 64x64 و128x128 ..إلخ.
قدم الويندوز32 دعما لأيقونات الصور تصل إلى 16.7 مليون لون وأبعاد تصل إلى 256x256. كما جاء الويندوز 95 بصيغة جديدة وهي الصورة النقطية. غير أن 256 كانت هي العمق اللوني الافتراضي في الإصدار